# Konoe Tadatsugu
Konoe Tadatsugu (近衛 忠嗣?   1383 – 1454) fue un kugyō (cortesano japonés de clase alta) que vivió durante la era Muromachi. Fue miembro de la familia Konoe (derivada del clan Fujiwara) e hijo del regente Konoe Kanetsugu. Su nombre al nacer fue Yoshitsugu (良嗣?), pero cambió a Tadatsugu en 1408.
Ingresó a la corte imperial en 1389 con el rango shōgoi inferior, ascendió a los rangos jushii inferior, shōshii inferior y jusanmi durante 1390. En 1391 fue nombrado vicegobernador de la provincia de Harima, y al año siguiente gonchūnagon y ascendió al rango shōsanmi. Fue designado gondainagon en 1394, ascendido al rango junii en 1396 y shōnii en 1399.
Tadatsugu fue nombrado naidaijin en 1399, y en 1402 fue ascendido como sadaijin (hasta 1409). También en 1402 fue promovido al rango juichii. En 1408 fue nombrado líder del clan Fujiwara y kanpaku (regente) del Emperador Go-Komatsu, hasta 1409.
Abandonaría la vida como cortesano y se convertiría en monje budista (shukke) en 1422, hasta su muerte tres décadas después. Tuvo como hijo al regente Konoe Fusatsugu.